# Frasin (Suceava)

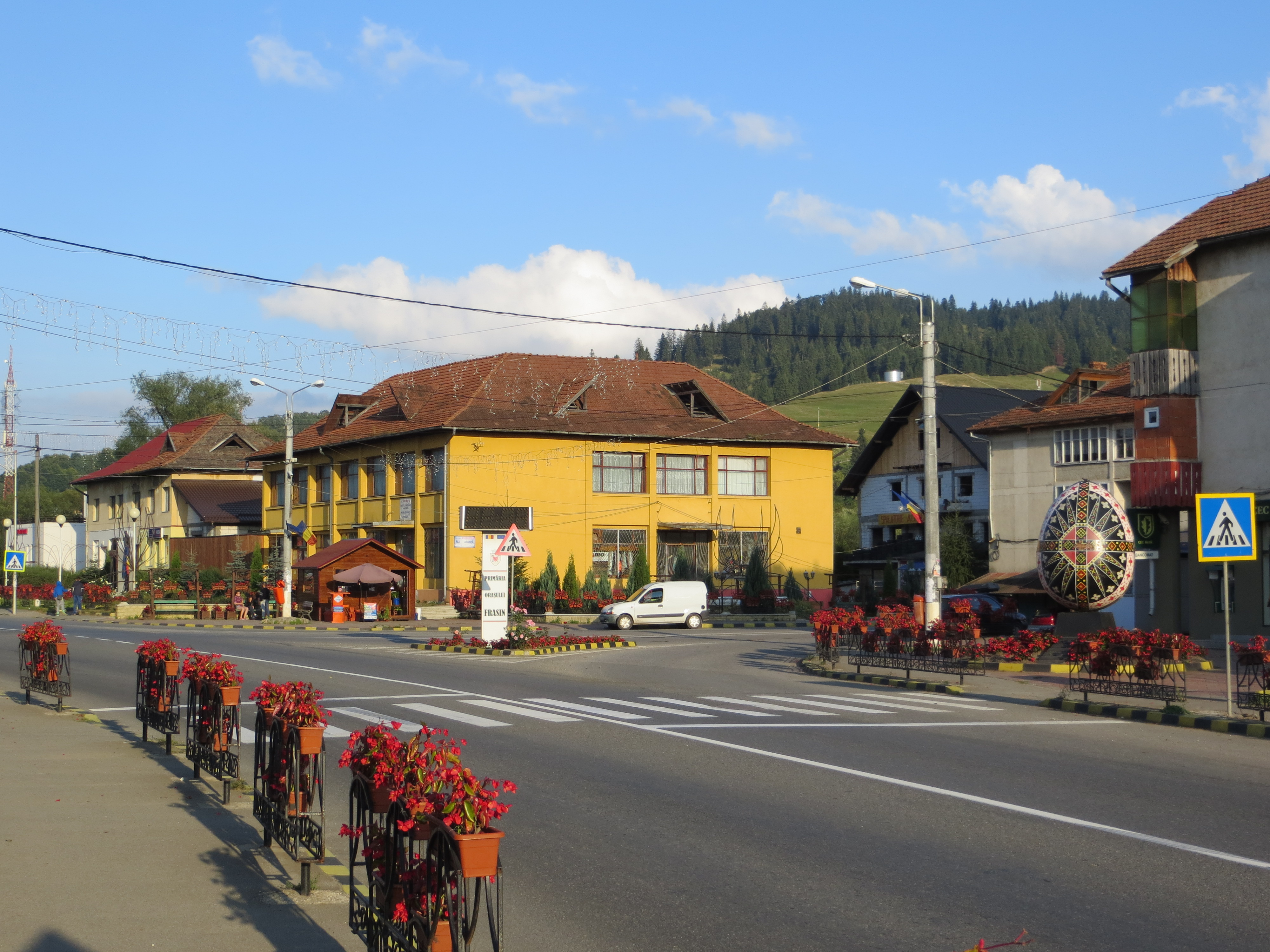
Frasin, Zentrum (2014)

Frasin (deutsch Frassin) ist eine Kleinstadt im Kreis Suceava in Rumänien.

## Lage
Frasin liegt am rechten Ufer des Flusses Moldova, zwischen den Gebirgen Obcina Mare im Norden und Stânișoara im Süden. Die Kreishauptstadt Suceava befindet sich etwa 40 km nordöstlich.

## Geschichte
1488 kaufte Ștefan cel Mare, der Fürst der Moldau, eine Grundherrschaft in der Gegend der heutigen Stadt und schenkte sie dem Kloster Voroneț. Frasin und seine heute eingemeindeten Ortschaften wurden erstmals in den Jahren des Russisch-Türkischen Krieges (1768–1774) erwähnt. Unmittelbar darauf übernahm Österreich-Ungarn die Herrschaft über die Bukowina und damit auch über Frasin. Die Ländereien wurden Eigentum eines Kirchenfonds der Orthodoxen Kirche. Der Ort war lange sehr abgelegen; die Bewohner beschäftigten sich hauptsächlich mit Viehzucht. Nach Eröffnung der Bahnstrecke Dărmănești–Câmpulung Moldovenesc durch das Tal der Moldau im Jahr 1888 entwickelten sich die Förderung und die Verarbeitung von Holz. Auch die Köhlerei konnte von der Verkehrsanbindung profitieren. 1898 entstand eine erste moderne holzverarbeitende Fabrik durch den jüdischen Unternehmer Adolf Löwy.
Im Zuge der wirtschaftlichen Entwicklung zogen in den bis dahin vorwiegend von Rumänen bewohnten Ort Angehörige anderer Nationalitäten, vor allem Deutsche, Juden und Polen. 1890 wurden in Frasin 261 Juden registriert.
Im Ersten Weltkrieg verlief zeitweise die Frontlinie zwischen österreich-ungarischen und russischen Truppen in der Nähe von Frasin. Nach dem Krieg wurde die Bukowina Teil Rumäniens. Die Bukowinadeutschen verließen Frasin in ihrer Mehrzahl 1940. 2004 wurde der Ort zur Stadt erklärt.
Die wichtigsten Erwerbszweige sind die Landwirtschaft, die Holzverarbeitung, die Bauindustrie und die Förderung von Erdgas.

## Bevölkerung
1930 lebten auf dem Gebiet der heutigen Stadt etwa 3350 Bewohner, darunter etwa 1900 Rumänen, 1100 Deutsche, je 150 Juden und Roma sowie 50 Polen. Bei der Volkszählung 2002 wurden in der Kleinstadt 5702 Einwohner gezählt, darunter 5664 Rumänen und 36 Deutsche.

## Verkehr
Frasin liegt an der Bahnstrecke Dărmănești–Câmpulung Moldovenesc. Am Bahnhof der Stadt halten sowohl Nahverkehrs- als auch Eilzüge. Es bestehen Direktverbindungen in viele größere Städte des Landes, u. a. nach Bukarest, Cluj Napoca, Timișoara und Suceava. Mehrmals täglich verkehren Busse nach Suceava, Gura Humorului, Vatra Dornei und Câmpulung Moldovenesc. Durch die Stadt führt die Nationalstraße Drum național 17 von Dej nach Suceava.

## Sehenswürdigkeiten
- Kloster Voroneț (in 7 km Entfernung)